# Motor Bike Expo

Логотип Motor Bike Expo

Motor Bike Expo — ежегодное международное выставочное мероприятие, посвященное мотоциклам. Выставка мототехники проходит в итальянской области Венето в городе Верона на территории Выставочного Центра.
Motor Bike Expo — одна из крупнейших международных выставок мотоциклетной техники, из проводимых на европейском континенте.
Мотосалон работает на протяжении трех дней, в течение которых широкой публике представляются новые разработки в области мотостроения от разных производителей со всего мира; новинки демонстрируются во время показательных выступлений. Как правило, Выставка проходит в последних числах января.
В Выставке Motor Bike Expo принимают участие наиболее крупные и известные мотоциклетные заводы. Представленная ими продукция охватывает все отрасли мира мотоциклов.
| Год  | Даты проведения | Выстовочная площадь | Кол-во стендов | Кол-во посетителей |
| ---- | --------------- | ------------------- | -------------- | ------------------ |
| 2009 | 16-18.01        | 69.428 m²           | 618            | 95.010             |
| 2010 | 15-17.01        | 69.428 m²           | 725            | 101.372            |
| 2011 | 21-23.01        | 69.428 m²           | 741            | 120.866            |
| 2012 | 20-22.01        | 69.428 m²           | 626            | 126.015            |
| 2013 | 18-20.01        | 60.953 m²           | 603            | 130.000            |
| 2014 | 24-26.01        | 67.000 m²           | 568            | 140.000            |
| 2015 | 23-25.01        | 67.000 m²           | 690            | 150.000            |
| 2016 | 22-24.01        | 70.000 m²           | 600            | 150.000            |